# Metallyra spinipennis
Metallyra spinipennis là một loài bọ cánh cứng trong họ Cerambycidae.